# Challenger de Fürth 2013
El Franken Challenge 2013 fue un torneo de tenis profesional que se jugó en canchas de arcilla. Se trató de la edición Nº27 del torneo que forma parte del ATP Challenger Tour 2013 . Tuvo lugar en Fürth , Alemania entre el 3 y el 9 de junio de 2013.

## Jugadores participantes del cuadro de individuales

### Cabezas de serie
| País                      | Jugador               | Rank1 | Favorito |
| Bandera de Eslovenia      | Blaz Kavcic           | 104   | 1        |
| Bandera de Austria        | Andreas Haider-Maurer | 105   | 2        |
| Bandera de Estados Unidos | Wayne Odesnik         | 113   | 3        |
| Bandera de Portugal       | Joao Sousa            | 119   | 4        |
| Bandera de Alemania       | Simon Greul           | 139   | 5        |
| Bandera de Alemania       | Mischa Zverev         | 142   | 6        |
| Bandera de Colombia       | Alejandro González    | 147   | 7        |
| Bandera de Francia        | Josselin Ouanna       | 157   | 8        |
| ------------------------- | --------------------- | ----- | -------- |

- 1 Se ha tomado en cuenta el ranking del día 27 de mayo de 2013.

### Otros participantes
Los siguientes jugadores recibieron una invitación (wild card), por lo tanto ingresan directamente al cuadro principal (WC):
- Peter Heller
- Andreas Beck
- Kevin Krawietz
- Robin Kern

Los siguientes jugadores ingresan al cuadro principal tras disputar el cuadro clasificatorio (Q):
- Taro Daniel
- Lorenzo Giustino
- Peter Torebko
- Alexander Ward

## Jugadores participantes en el cuadro de dobles

### Cabezas de serie
| País                      | Jugador         | País                    | Jugador           | Rank1 | Favorito |
| Bandera de Alemania       | Philipp Marx    | Bandera de Rumania      | Florin Mergea     | 138   | 1        |
| Bandera de Estados Unidos | James Cerretani | Bandera de Brasil       | Marcelo Demoliner | 144   | 2        |
| Bandera de la India       | Purav Raja      | Bandera de la India     | Divij Sharan      | 217   | 3        |
| Bandera de China Taipéi   | Hsin-Han Lee    | Bandera de China Taipéi | Hsien-Yin Peng    | 246   | 4        |
| ------------------------- | --------------- | ----------------------- | ----------------- | ----- | -------- |

- 1 Se ha tomado en cuenta el ranking del día 27 de mayo de 2013.

### Otros participantes
Los siguientes jugadores recibieron una invitación (wild card), por lo tanto ingresan directamente al cuadro principal:
- Gero Kretschmer /  Alexander Satschko
- Andreas Haider-Maurer /  Mario Haider-Maurer
- Kevin Krawietz /  Dominik Schulz

## Campeones

### Individual Masculino
- João Sousa derrotó en la final a  Wayne Odesnik por 3-6, 6-3, 6-4.

### Dobles Masculino
- Colin Ebelthite /  Rameez Junaid derrotaron en la final a  Christian Harrison /  Michael Venus por 6-4, 7-5.